# Grimaucourt-en-Woëvre
Grimaucourt-en-Woëvre is een gemeente in het Franse departement Meuse in de regio Grand Est en telt 96 inwoners (2009). De plaats maakt deel uit van het arrondissement Verdun.

## Geschiedenis
De gemeente maakte deel uit van het kanton Étain tot Grimaucourt-en-Woëvre op 22 maart 2015 werd opgenomen in het op die dag gevormde kanton Belleville-sur-Meuse.

## Geografie
De oppervlakte van Grimaucourt-en-Woëvre bedraagt 5,5 km², de bevolkingsdichtheid is dus 17,5 inwoners per km².
De onderstaande kaart toont de ligging van Grimaucourt-en-Woëvre met de belangrijkste infrastructuur en aangrenzende gemeenten.

## Demografie
Onderstaande figuur toont het verloop van het inwonertal (bron: INSEE-tellingen).